# مطار جنوب الرياض الإقليمي
مطار جنوب الرياض الإقليمي أو (مطار تجمع مراكز التنمية الجنوبي الشرقي)، هو مشروع مطار إقليمي تحت الدراسة يقع موقعه المعتمد شرق مركز أوثيلان التابع لمحافظة الدلم، جنوب منطقة الرياض في المملكة العربية السعودية، وتبلغ مساحته 42 كم2. تم اعتماد موقعه في فبراير 2017 بين محافظات الدلم وحوطة بني تميم والحريق.

## التاريخ
بدأ الوسط الإعلامي الحديث عن مطار مرتقب في جنوب منطقة الرياض منذ 2011، وأنه تم اعتماد مطار سيقع في الرحمانية شمال مدينة السيح بمحافظة الخرج. في مطلع فبراير 2017 اعتمدت هيئة تطوير مدينة الرياض موقع مطار تجمع مراكز التنمية الجنوبي الشرقي في موقع يتوسط محافظات الخرج والدلم والحريق وحوطة بني تميم. في أكتوبر 2018 كشف رئيس الهيئة العامة للطيران المدني عبدالحكيم التميمي عن أن مطار جنوب الرياض تحت الدراسة.

## المسافة
يبعد مطار جنوب الرياض الإقليمي عن جنوب مدينة الرياض حوالي 80 كم، ويقع على طريق السريع الذي يربط بين الحائر جنوب مدينة الرياض وحوطة بني تميم، والذي يسمح لسكان مدينة الرياض بالاستفادة من المطار كبديل لمطار الملك خالد الدولي الواقع شمال المدينة. كما يبعد عن مدينة الدلم حوالي 45 كم، وعن مدينة السيح حوالي 60 كم، وعن مدينة الحريق حوالي 80 كم، وعن مدينة حوطة بني تميم حوالي 40 كم، وعن مدينة ليلى حوالي 180 كم، وهو أقرب مطار لها بعد مطار وادي الدواسر المحلي.

## المحافظات التي يخدمها
- محافظة الخرج
- محافظة الدلم
- محافظة حوطة بني تميم
- محافظة الأفلاج
- محافظة الحريق